# Sorgono
Sorgono ist ein Ort in der Provinz Nuoro in der italienischen Region Sardinien mit 1462 Einwohnern (Stand 31. Dezember 2023).
Sorgono liegt 68 km südwestlich von Nuoro und ist Endpunkt der schmalspurigen Bahnstrecke Isili–Sorgono, welche in den Sommermonaten vom Trenino Verde befahren wird. In der Nähe befinden sich die Nuraghe Lò sowie Steinreihen und Menhire von Biru e’ Concas. Die Landwallfahrtskirche von San Mauro im gotisch-aragonesischen Stil und der Protonuraghe Talei liegen sieben Kilometer entfernt von Sorgono auf den Abhängen des Monte Lisai.

## Die Sagra
Die Sagra von San Mauro ist die wichtigste in Sorgono. Das stets am letzten Sonntag im Mai gefeierte Fest wurde ab 2005 auf die erste Woche im September verschoben. 
Unter den Veranstaltungen des Volkfests ist auch der Palio von San Mauro. Eine Bahn und eine Manege für das Pferderennen wurden am Fuß des Hügels, der von der Kirche beherrscht wird, aufgebaut. Sardische Gesänge und Tänze auf dem Dorfplatz, Verkosten der lokalen Agrarprodukte, Kauf von handwerklichen Produkten (Glas, Leder, Keramik) und Ausstellungen über die Wallfahrtskirche und über die alten Traditionen gehören dazu.
In der ersten Hälfte des 20. Jahrhunderts wurde das Volksfest in drei Teile aufgeteilt: 
- Im Januar wurde das Fest „San Mauro dei dolori“ (San Mauro der Schmerzen) gefeiert. Dieses Fest war den Rheumaleidenden geweiht.
- Am Tag nach Ostermontag wurde „San Mauro dei fiori“ (Blumen) gefeiert
- Ende Mai wurde „San Mauro Prospero“ gefeiert, ein Dankfest der Züchter des Dorfes.

Bis Mitte zur des 20. Jahrhunderts dauerte das Fest von San Mauro neun Tage. Bei dieser Gelegenheit wurden drei Tage einem Markt für Rinder, Pferde und des Schafe gewidmet der Züchter von der gesamten Insel anzog. 
Die Nachbargemeinden sind Atzara, Austis, Belvì, Neoneli (OR), Ortueri, Samugheo (OR), Tiana und Tonara.

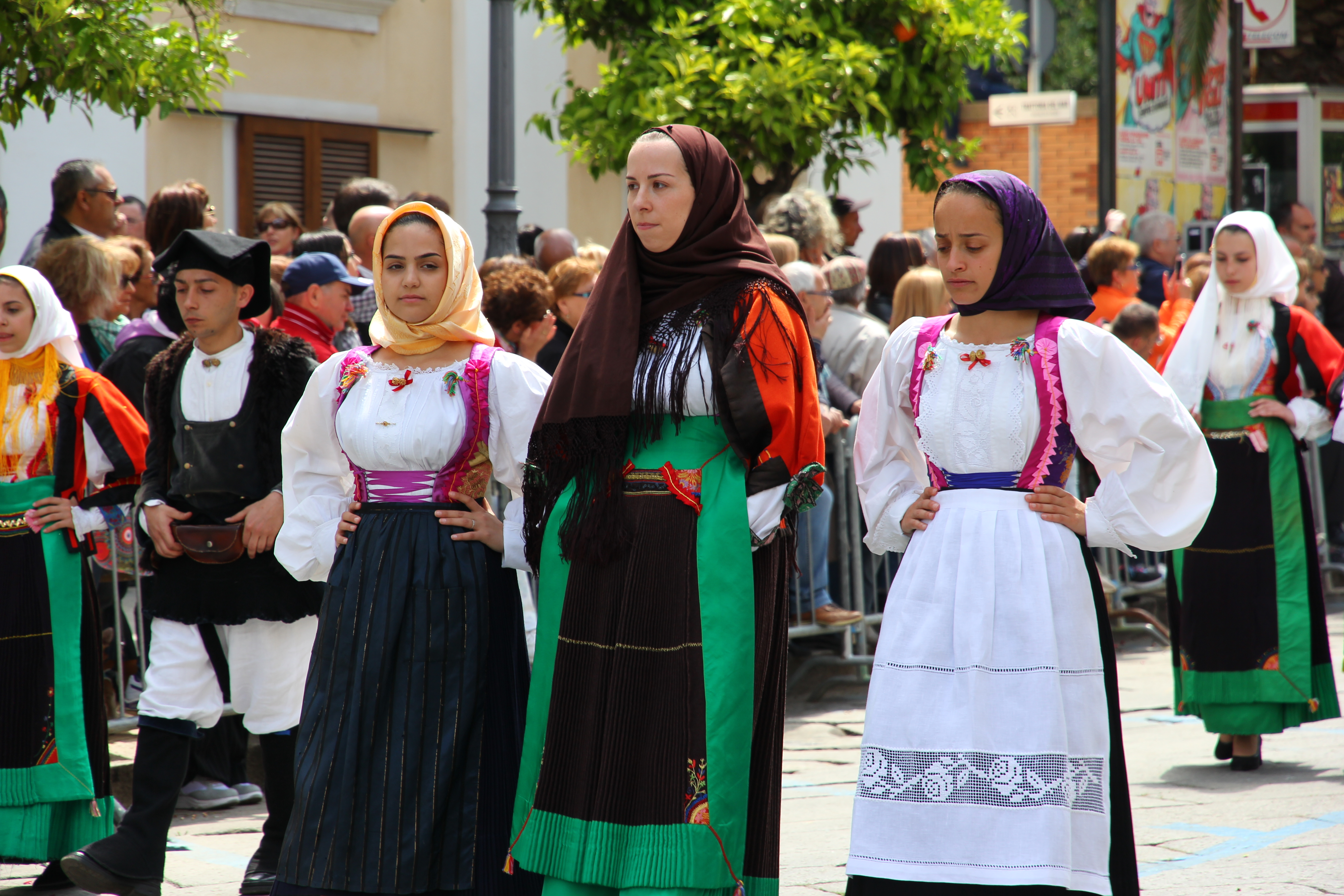
Traditionelle Tracht